# Virgil von Helmreichen zu Brunnfeld
Virgil von Helmreichen zu Brunnfeld (Salzburgo, 29 de setembro de 1805 — Rio de Janeiro, 6 de janeiro de 1852) foi um engenheiro de minas austríaco.

## Vida
Virgil Helmreichen zu Brunnfeld estudou geologia e engenharia de minas na Berg- und Forstakademie em Banská Štiavnica, de 1824 a 1826. Foi depois praticante de engenharia de minas e a partir de 1829 trabalhou em diversas funções ligadas à mineração. A partir de 1836 trabalhou na sociedade inglês-brasileira Minas Gerais, onde atuou principalmente na mineração de ouro. É conhecido por ter cruzado o continente sul-americano na rota Rio de Janeiro/Assunção/Rio de Janeiro. O objetivo desta expedição foi obter um perfil geológico da América do Sul.